# Alpine Ski-Juniorenweltmeisterschaften 1989
Die 8. Alpinen Ski-Juniorenweltmeisterschaften fanden vom 5. bis 8. April 1989 in Alyeska bei Anchorage im US-Bundesstaat Alaska statt.

## Männer

### Abfahrt
| Platz | Land | Sportler       | Zeit (min) |
| ----- | ---- | -------------- | ---------- |
| 1     | CAN  | Ed Podivinsky  | 1:28,93    |
| 2     | SUI  | Daniel Brunner | 1:29,04    |
| 3     | CHI  | Paulo Oppliger | 1:29,07    |
| 4     | USA  | Jeremy Nobis   | 1:29,16    |
| 5     | USA  | Tommy Moe      | 1:29,36    |
| 6     | ITA  | Franco Colturi | 1:29,38    |

Datum: 5. April

### Super-G
| Platz | Land | Sportler             | Zeit (min) |
| ----- | ---- | -------------------- | ---------- |
| 1     | USA  | Tommy Moe            | 1:17,59    |
| 2     | ITA  | Alex Mair            | 1:18,41    |
| 3     | YUG  | Matej Jovan          | 1:18,85    |
| 4     | USA  | Matthew Grosjean     | 1:18,92    |
| 5     | ITA  | Alberto Senigagliesi | 1:18,96    |
| 6     | SUI  | Patric Elvedi        | 1:19,09    |

Datum: 6. April

### Riesenslalom
| Platz | Land | Sportler            | Zeit (min) |
| ----- | ---- | ------------------- | ---------- |
| 1     | USA  | Jeremy Nobis        | 2:17,20    |
| 2     | SWE  | Peter Olsson        | 2:17,63    |
| 3     | ITA  | Sergio Bergamelli   | 2:18,35    |
| 4     | USA  | Matthew Grosjean    | 2:18,47    |
| 5     | NOR  | Kjetil André Aamodt | 2:19,31    |
| 6     | ITA  | Patrick Holzer      | 2:19,65    |

Datum: 7. April

### Slalom
| Platz | Land | Sportler             | Zeit (min) |
| ----- | ---- | -------------------- | ---------- |
| 1     | ITA  | Sergio Bergamelli    | 1:39,32    |
| 2     | YUG  | Gregor Grilc         | 1:40,09    |
| 3     | ITA  | Alberto Senigagliesi | 1:40,20    |
| 4     | ITA  | Daniele Chiocchetti  | 1:40,58    |
| 5     | JPN  | Kiminobu Kimura      | 1:41,55    |
| 6     | FRA  | Max Ancenay          | 1:41,61    |

Datum: 8. April

### Kombination
| Platz | Land | Sportler       |
| ----- | ---- | -------------- |
| 1     | USA  | Tommy Moe      |
| 2     | YUG  | Matej Jovan    |
| 3     | SUI  | Daniel Brunner |

Datum: 5./8. April
Die Kombination bestand aus der Addition der Ergebnisse aus Abfahrt, Riesenslalom und Slalom.

## Frauen

### Abfahrt
| Platz | Land | Sportlerin         | Zeit (min) |
| ----- | ---- | ------------------ | ---------- |
| 1     | AUT  | Sabine Ginther     | 1:31,91    |
| 2     | AUT  | Monika Kogler      | 1:32,44    |
| 3     | AUT  | Anja Haas          | 1:32,61    |
| 4     | FRG  | Edda Mutter        | 1:32,80    |
| 5     | ITA  | Barbara Merlin     | 1:33,16    |
| 6     | URS  | Warwara Selenskaja | 1:33,25    |

Datum: 5. April

### Super-G
| Platz | Land | Sportlerin              | Zeit (min) |
| ----- | ---- | ----------------------- | ---------- |
| 1     | AUT  | Sabine Ginther          | 1:20,69    |
| 2     | FRG  | Katja Seizinger         | 1:21,35    |
| 3     | USA  | Julie M.J. Parisien     | 1:21,81    |
| 4     | AUT  | Manuela Lieb            | 1:21,85    |
| 5     | FRA  | Sandrine Girard Berthet | 1:22,18    |
| 6     | FRG  | Carola Spatschil        | 1:22,19    |

Datum: 6. April

### Riesenslalom
| Platz | Land | Sportlerin           | Zeit (min) |
| ----- | ---- | -------------------- | ---------- |
| 1     | USA  | Kimberly Schmidinger | 2:09,19    |
| 2     | USA  | Krista Schmidinger   | 2:09,69    |
| 3     | FRG  | Katja Seizinger      | 2:09,96    |
| 4     | AUT  | Manuela Lieb         | 2:10,08    |
| 5     | AUT  | Sabine Ginther       | 2:10,37    |
| 6     | AUT  | Christina Riegel     | 2:10,41    |

Datum: 8. April

### Slalom
| Platz | Land | Sportlerin           | Zeit (min) |
| ----- | ---- | -------------------- | ---------- |
| 1     | SUI  | Gabriela Zingre-Graf | 1:41,48    |
| 2     | USA  | Gibson La Fountaine  | 1:42,25    |
| 3     | AUT  | Manuela Lieb         | 1:42,89    |
| 4     | SUI  | Florence Reymond     | 1:43,13    |
| 5     | USA  | Tanis Hunt           | 1:43,14    |
| 6     | AUT  | Anja Haas            | 1:43,51    |

Datum: 7. April

### Kombination
| Platz | Land | Sportler           |
| ----- | ---- | ------------------ |
| 1     | FRG  | Edda Mutter        |
| 2     | USA  | Krista Schmidinger |
| 3     | AUT  | Anja Haas          |

Datum: 5./8. April
Die Kombination bestand aus der Addition der Ergebnisse aus Abfahrt, Riesenslalom und Slalom.

## Medaillenspiegel
| Platz | Land               | Gold | Silber | Bronze | Gesamt |
| ----- | ------------------ | ---- | ------ | ------ | ------ |
| 1     | Vereinigte Staaten | 4    | 3      | 1      | 8      |
| 2     | Österreich         | 2    | 1      | 3      | 6      |
| 3     | Italien            | 1    | 1      | 2      | 4      |
| 4     | BR Deutschland     | 1    | 1      | 1      | 3      |
| 4     | Schweiz            | 1    | 1      | 1      | 3      |
| 6     | Kanada             | 1    | –      | –      | 1      |
| 7     | Jugoslawien        | –    | 2      | 1      | 3      |
| 8     | Schweden           | –    | 1      | –      | 1      |
| 9     | Chile              | –    | –      | 1      | 1      |